# Torca Urriellu
La torca Urriellu es una torca situada en las estribaciones de Vega de Urriellu en el concejo de Cabrales en Asturias (España). Se trata de una cueva de origen kárstico en las estribaciones del picu Urriellu (o Naranjo de Bulnes), con dos sectores, el vertical formado por pozos y meandros que finaliza en un sifón a 972 m de profundidad, y el interior que tiene varias galerías.
Posee también una de las diez grandes simas más grandes de los Picos de Europa y la vigésima cavidad
español sobrepasando en este caso el kilómetro, teniendo una altura de 1022 metros. Por esta sima discurre el río del Silencio.
La torca de Urriello fue declarada monumento natural el 13 de marzo de 2003 y está dentro del Parque nacional de los Picos de Europa.